# 5772 Джонламберт
5772 Джонламберт (5772 Johnlambert) — астероїд головного поясу, відкритий 15 червня 1988 року.
Тіссеранів параметр щодо Юпітера — 3,395.